# Sanhaço-cinzento
O sanhaçu-cinzento (nome científico: Thraupis sayaca) é um pássaro da família Thraupidae, nativo da Argentina, Brasil, Bolívia,  Colômbia, Paraguai, Peru e Uruguai. O sanhaçu-cinzento é uma das aves mais comuns do Brasil.

## Outros nomes, grafias e etimologia
Também conhecido como sanhaçu-do-mamoeiro, sanhaçu-azul ou ainda pipira-azul.
O nome "sanhaço-cinzento" foi selecionado como nome vernáculo técnico para a espécie pelo Comitê Brasileiro de Registros Ornitológicos.

## Caracterização
O sanhaçu-cinzento mede de 16,5 a 19 cm de comprimento, pesando em média 42 gramas. Possui plumagem cinzenta fosca e ligeiramente azulada, com partes inferiores mais claras. As rêmiges são marginadas de um azul um pouco mais pronunciado com reflexos verdes, próximo de azul-turquesa, o mesmo efeito encontrado nos ombros e nas margens das tetrizes. Jovens têm uma cor mais esverdeada-pardacenta. É facilmente confundido com o seu parente próximo, Thraupis episcopus, mas este tem o ombro de tom branco.
Sua população não foi quantificada mas é descrito como uma ave comum; ocorre em uma grande área e a tendência da população global é se manter estável. Desta forma, a IUCN a classifica como em condição pouco preocupante. Contudo, na Colômbia já foi extinto, e as populações peruanas são pequenas, compostas por visitantes ocasionais que não nidificam no local.
A espécie recebeu sua denominação em 1766, descrita por Lineu, mas sua taxonomia não é muito clara, e já foi proposta sua fusão com a espécie Thraupis episcopus. Também foi sugerido que forme uma superespécie com Thraupis episcopus e Thraupis glaucocolpa. São reconhecidas três subespécies, com variações ligeiras na cor da plumagem e região de origem:
- Tangara sayaca boliviana Bond & Meyer de Schauensee, 1941
- Tangara sayaca obscura Naumburg, 1924
- Tangara sayaca sayaca (Linnaeus, 1766)

## Ecologia e biologia
Sua área de ocorrência atual se estende por todo o litoral leste da América do Sul entre a região de São Luís, no Brasil, até a região de Buenos Aires, na Argentina, e dali se estendendo para dentro do continente até encontrar os Andes do Peru até a Argentina, mas não ocorre na Bacia Amazônica. No Brasil é o sanhaçu mais comum e popular. Vive em matas abertas, capões, matas ciliares, zonas de cultivo, matas degradadas ou em recuperação, e mesmo em jardins e parques urbanos, tolerando climas de úmidos a semiáridos. Pode viver em altitudes de mais de 3 mil metros, mas usualmente ocupa áreas abaixo dos 2 mil metros.
Vivem solitários ou em pequenos bandos, e são muito competitivos na hora da alimentação. Consomem frutas, flores, folhas, néctar, aracnídeos e insetos, que podem ser capturados em pleno voo.
No ritual de acasalamento o macho agita os ombros para a fêmea. Nidificam em forquilhas de árvores de copa densa, entre 1,5 e 9 m de altura. O ninho é uma taça compacta feita de folhas, musgos e fibras, possuindo um diâmetro de 11 cm. São postos de 2 a 3 ovos, incubados pela fêmea. Após 12 a 14 dias emergem as crias, que são alimentadas por ambos os pais. Com 20 dias de vida os jovens alçam voo.